# Anne Devereux, 8. Baroness Ferrers of Chartley
Anne Devereux, 8. Baroness Ferrers of Chartley (geborene Ferrers, * Dezember 1438; † 9. Januar 1469) war eine englische Adlige.
Anne Ferrers entstammte der alten englischen Adelsfamilie Ferrers. Sie war das einzige Kind von William Ferrers, 7. Baron Ferrers of Chartley, und von dessen Frau Elizabeth Bealknap. Sie wurde vor dem 26. November 1446 mit Walter Devereux verheiratet. Beim Tod ihres Vaters 1450 war sie noch minderjährig und erbte sie dessen Anspruch auf den Titel Baroness Ferrers of Chartley sowie auf einen Teil der Güter ihres Vaters. Ein Großteil dieses Erbes blieb bis zu deren Tod 1471 in der Verwaltung ihrer Mutter, doch bereits im März 1453 wurde Anne die Verwaltung von Besitzungen in Lincolnshire übertragen. Ein anderer Teil der Besitzungen ihres Vaters fiel an ihren Onkel Edmund Ferrers. Ihr Mann wurde während der Rosenkriege zu einem der wichtigsten Unterstützer des Hauses York. Zum Dank wurde er 1461 aus eigenem Recht zum Baron Ferrers of Chartley erhoben. Mit ihm hatte sie mehrere Kinder, darunter:
- John Devereux, 9. Baron Ferrers of Chartley (um 1463–1501);
- Sir Richard Devereux;
- Sir Thomas Devereux;
- Elizabeth Devereux, ⚭ (1) Sir Richard Corbet, ⚭ (2) Sir Thomas Leighton;
- Sybil Devereux ⚭ Sir James Baskerville.

Ihr Erbe wurde ihr ältester Sohn John, der als ihr Erbe und als Erbe seines Vaters sowohl 2. wie auch 9. Baron Ferrers of Chartley war.